# Cabo Emine

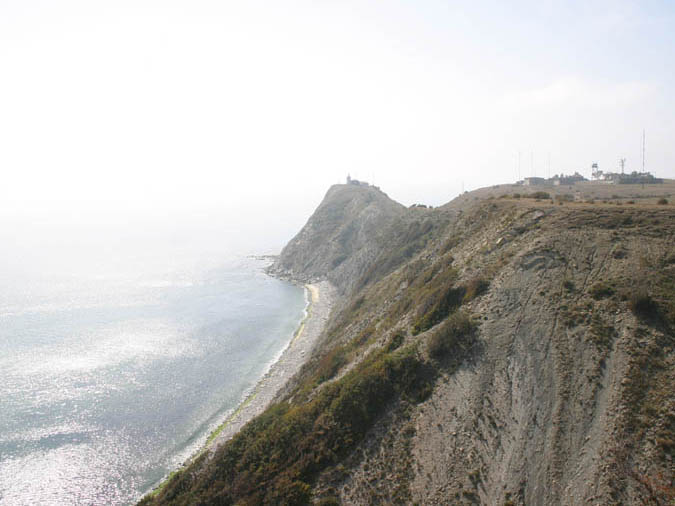
Cabo Emine

El cabo Emine está situado en la costa búlgara del Mar Negro, a 15 km al sur de Obzor, en el extremo de la Stara Planina.

## Historia
En la Edad Media, fue erigida sobre el cabo la fortaleza llamada Emona. Su nombre derivó de Aemon, el antiguo nombre de la Stara Planina. Hoy en día sólo quedan algunas ruinas de la fortaleza. También hay vestigios de un monasterio y un faro. 

## Alrededores
El pueblo de Emona se encuentra en las cercanías.
- Wikimedia Commons alberga una categoría multimedia sobre Cabo Emine.